# أدريان كانترويتز
أدريان كانترويتز (بالإنجليزية: Adrian Kantrowitz)‏ (4 أكتوبر 1918 - 14 نوفمبر 2008) جراح القلب الأمريكي الذي قام فريقه ( بجورنستاد بغ وليندبيرغ هل وسميفيك و ريان وسورلاند سج وتيونيلاند ) بإجراء أول عملية زرع قلب للأطفال في العالم في مركز مايمونيدس الطبي في بروكلين في 6 ديسمبر 1967. كانت هذه المرة الثانية التي يتم فيها زرع قلب إنساني إلى إنسان آخر، بعد ثلاثة أيام فقط من ظهور محاولة كريستيان برنارد في جنوب أفريقيا، بدء عهد جديد في زرع الأعضاء السريرية.  اخترع كانترويتز مضخة البالون داخل الأبهر (IABP)، و جهاز المساعدة البطينية (L-VAD)، ونسخة مبكرة من جهاز تنظيم ضربات القلب المزروع.
| «                                                             | كما تعلمون، القلب... يقول الناس انه مقر الروح، أو جهاز للحب. أنا لا أعرف الكثير عن الروح، أما بالنسبة للحب، هناك أجهزة أفضل لذلك. لا، انه مجرد مضخة. | » |
| — أدريان كانتروويتز، في برنامج تلفزيوني نوفا ، 18 أكتوبر 1983 | |   |

## السيرة الشخصية
ولد كانترويتز في مدينة نيويورك في 4 أكتوبر 1918. كانت والدته مصممة أزياء، وكان والده يدير عيادة في برونكس. قال أدريان لوالدته في الثالثة من عمره إنه يريد أن يكون طبيبا.
في عام 1981، أصبح كانترويتز عضوا مؤسسا للمجلس الثقافي العالمي.

### التعليم والخدمة العسكرية
تخرج من جامعة نيويورك في عام 1940، بعد أن تخصص في الرياضيات. وحضر كلية الطب في لونغ آيلاند (الآن مركز الطب في جامعة سوني)، وحصل على شهادة الطب في عام 1943.  أثناء تدريبه في مستشفى بروكلين اليهودي، تطور اهتمامه بجراحة المخ والأعصاب، وقام بنشر بحث في عام 1944 بعنوان «طريقة عقد هيموستات في القحف»، حيث اقترح نوع جديد من المشبك الذي سيتم استخدامه أثناء أداء حج القحف أثناء جراحة الدماغ.
خدم لمدة عامين كجراح كتيبة في الفيلق الطبي للجيش الأمريكي. خرج كانترويتز من الجيش في عام 1946 مع رتبة كبرى.
بعد خدمته العسكرية، تحول إلى التخصص في جراحة القلب بسبب قلة الأطباء في جراحة المخ والأعصاب. في عام 1947، كان مساعد مقيم في مستشفى ماونت سيناي (مانهاتن).

### مستشفى مونتيفيور
كان يعمل في المستشفى الجراحي مونتيفيور في برونكس من عام 1948 حتى عام 1955. بدأ في مونتيفيور كطبيب مساعد في الجراحة وعلم الأمراض، وقدم أبحاث في تخصص القلب والأوعية الدموية قبل أن يصبح الرئيس المقيم. في أكاديمية نيويورك للطب، في 16 أكتوبر 1951، عرض أول فيلم في العالم تم التقاطه داخل قلب حي، وباستخدام الكلاب والحيوانات الأخرى كموضوعات تجريبية، طور كانترويتز قلبا اصطناعيا، وهو نسخة مبكرة من مولد الأكسجين لاستخدامه كعنصر في آلة القلب والرئة وعلاج مرض الشريان التاجي الذي يعيد ترتيب الأوعية الدموية أثناء الجراحة. كما طور جهازا يسمح للأفراد الذين أصيبوا بالشلل بأن تصبح مثانتهم فارغة باستمرار من خلال إشارة مرسلة من جهاز يسيطر عليه الراديو.

### المركز الطبي موسى بن ميمون
من عام 1955 إلى 1970، شغل وظائف جراحية في مركز مايمونيدس الطبي في بروكلين. في فبراير 1958، قام بتطوير آلة القلب والرئة أثناء جراحة قلب مفتوح على صبي يبلغ من العمر ست سنوات في حين قام الجراحون بإصلاح حفرة واحدة بين غرف قلب الصبي التي كانت موجودة منذ الولادة.  في تشرين الأول / أكتوبر 1959 في محاضرة في الكلية الأمريكية للجراحين، قام الدكتور كانترويتز وزميله الدكتور ويليام مب ماكينون بتقديم تقرير عن الإجراء الذي يتم استخدام جزء من عضلات الحجاب الحاجز لمساعدة القلب في ضخ الدم في الكلابب، ويتولي أكثر من 25٪ من عبء ضخ القلب الطبيعي. عن طريق تلقي إشارة يتم إرسالها بواسطة جهاز الإرسال اللاسلكي الناجم عن نبض القلب الطبيعي. وأشار كانترويتز إلى أن هذا الإجراء ليس جاهزا للقيام به على البشر.
في أوائل الستينات، طور كانترويتز جهاز تنظيم ضربات القلب الاصطناعي (ناظمة قلبية اصطناعية) المزروع مع جنرال إلكتريك. تم زرع أول جهاز لتنظيم ضربات القلب في مايو 1961. وشمل الجهاز وحدة تحكم خارجية يمكن ضبط معدل سرعة القلب من 64 إلى 120 نبضة في الدقيقة الواحدة للسماح للمريض للتعامل مع الإجهاد البدني أو العاطفي.
خلال الستينات، تعاون مع فريق ضم شقيقه، المهندس آرثر كانترويتز، على تطوير جهاز مساعد للبطين الأيسر. وبناء على تجاربه مع الكلاب، قام بأداء ثاني حيث زرع قلب ميكانيكي جزئي دائم في إنسان في 4 فبراير 1966، وكان ناجحا، على الرغم من أن المريض توفي بعد 24 ساعة من الجراحة نتيجة لأمراض الكبد الموجودة مسبقا. زرع ثانيا قلب ميكانيكي جزئي على امرأة تبلغ من العمر 63 عاما، في 18 مايو 1966، استمرت 13 يوما، ثم ماتت المريضة بسبب سكتة دماغية. خلال أسبوعين تقريبا بعد الجراحة، كانت المريضة تتحسن، وكانت قادرة على الجلوس وتناول الطعام بشكل جيد.هذا الجهاز تم تطويره من قبل أدريان كانترويتز و شقيقه آرثر والذي كانت فيه النبضات الكهربائية الطبيعية لقلب المريض تتحكم في عمل المضخة.
في ما تبين أنه كان يسابق جراح القلب الدكتور كريستيان برنارد في جنوب أفريقيا، والأميركيين نورمان شمواي وريتشارد لاور، حيث استعد كانترويتز لزراعة قلب في انسان بعدما قام بزرع 411 قلب في الكلاب على مدى فترة خمس سنوات جنبا إلى جنب مع أعضاء فريقه الجراحي. في يوم 29 يونيو 1966، في ذلك الوقت أكمل كانترويتز البحوث التقنية اللازمة. بسبب الخلافات مع كبار الموظفين ( هوارد جوس وهاري فايس )، اضطر كانترويتز إلى الانتظار حتى الموت القلبي لاسترداد القلب المانح، التي وجد أنها عديمة الفائدة بعد ذلك.  قام برنارد بأول عملية زرع قلب من إنسان إلى إنسان في 3 ديسمبر 1967، أي بعد عام ونصف تقريبا من محاولة كانترويتز الأولى
في 6 ديسمبر 1967، كان كانترويتز أول من قام بعملية زرع قلب في في الولايات المتحدة، قام بإزالة قلب طفل الميت وزرعه في صدر الطفل البالغ من العمر 19 عاما الذي كان لديه خلل قاتل في القلب. عاش المتلقي لأكثر من ست ساعات بعد الجراحة.,
تم اختراع مضخة بالون داخل الأبهر من قبل أدريان كانترويتز، حيث عمل جنبا إلى جنب مع شقيقه، آرثر كانترويتز. يتم إدراج المضخة من خلال فخذ المريض، ثم يتم توجيهها إلى الشريان الأبهر، وتناوبت. واستنادا إلى نظرية كانترويتز، يقوم الجهاز بتضخيم البالون بغاز الهيليوم عندما يرتاح القلب، ثم يعمل على الضخ مرة أخرى. لم تتطلب المضخة عملية جراحية حيث يمكن إدخالها باستخدام مخدر موضعي في غرفة الطوارئ أو في سرير المريض. تم استخدام الجهاز لأول مرة في أغسطس 1967 لإنقاذ حياة امرأة تبلغ من العمر 45 عاما كانت تعاني من أزمة قلبية. ويمكن استخدام الجهاز في 15٪ من مرضى النوبات القلبية الذين عانوا من صدمة شديدة. اُستخدم هذا الجهاز في حوالي ثلاثة ملايين مريض قبل وفاة صانعه أدريان كانترويتز.

### مستشفى سيناء
نُقل الدكتور وفريقه الكامل من الجراحين والباحثين والمهندسين الطبيين والممرضين إلى مستشفى سيناء (الآن مستشفى سيناء-غريس) في ديترويت في عام 1970، حيث تولى منصب الجراح ورئيس قسم الجراحة.
في مستشفى سيناء، قام كانترويتز بتجارب القلب واستمر في تطوير مضخة البالون، والقلوب الميكانيكية الجزئية في أغسطس عام 1971، زرع معززة قلب اصطناعي في رجل يبلغ من العمر 63 عاما الذي كان قد ضعف قلبه حيث لا يمكنه أن يقوم بضخ كمية كافية من الدم المؤكسج إلى جسده. أصبح ذلك المريض أول مريض قلب آلي جزئي يتم إرساله إلى المنزل، وقد توفي بعد ذلك بثلاثة أشهر من الجراحة.

### حياته الشخصية
تزوج كانترويتز من جان روزنزافت في 25 نوفمبر 1948. زوجته كانت مسؤولة عن مختبرات البحوث الجراحية في مركز مايمونيدس الطبي أثناء وجوده هناك. في عام 1983، شاركوا في تأسيس شركة L.VAD تيشنولوغي، وهي شركة متخصصة في البحث والتطوير لأجهزة القلب والأوعية الدموية، كان الدكتور كانترويتز رئيسا وزوجته تعمل كنائب للرئيس.
توفي كانترويتز في سن ال 90 في آن أربور، ميشيغان في 14 نوفمبر 2008 من قصور القلب.

## وصلات خارجية
- أدريان كانترويتز على موقع مونزينجر (الألمانية)

- AP Obituary
- Adrian Kantrowitz Papers (1944-2004) - National Library of Medicine finding aid
- The Adrian Kantrowitz Papers - Profiles in Science, National Library of Medicine